# Oanuava Coronae
Le Oanuava Coronae sono una struttura geologica della superficie di Venere.